# Авангард (стадион, Луцк)
 «Авангард»  — спортивный комплекс в Луцке, Украина, включающий стадион на 11 000 зрителей. Домашняя арена футбольного клуба «Волынь». Также на стадионе проводит домашние матчи ровненский «Верес»

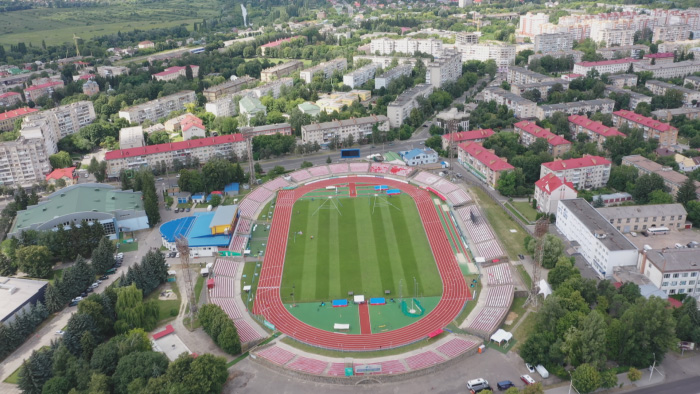
Вид с воздуха

## История
В 1923 году в Луцке был построен стадион, включавший в себя футбольное поле и деревянные трибуны для зрителей. В 1945—1960 годах, восстановленный после Великой Отечественной войны, стадион носил название «Луцкий городской стадион». В 1960 году на его месте были сооружены каменные трибуны на 15 000 зрителей, административный корпус, установлено деревянное табло. Новый стадион был назван «Авангард».
В 1980—1981 годах на стадионе было установлено электрическое табло и башни искусственного освещения. Зимой 1994 года стадион был оснащён электрическим подогревом поля, также была увеличена мощность осветительных прожекторов. В 2001—2002 годах на трибунах были установлены индивидуальные пластиковые сиденья для зрителей, а табло заменено на современное. Вместимость стадиона уменьшилась до 10 792 зрительских мест. В настоящее время ведутся работы по реконструкции административных помещений комплекса.

## Техническая информация
- Категория — ІІ (ФФЛ)
- Собственность — муниципальная
- Построен в 1960 г.
- Общая площадь комплекса — 7 гектаров
- Поле — размер 106×75 м, поле с подогревом
- Освещение — 1200 лк (4 башни, 72 прожектора)
- Табло — 128х64 точки — 3 цвета (общие размеры — 11,5×4 м.) + возможность проигрывания компьютерных клипов в формате AVI, VHS и S-VHS выходы